# Девід Кабуа
Девід Кабуа (англ. David Kabua; нар. 1951, Маршаллові Острови) — маршалійський політик і урядовий міністр, в даний час є дев'ятим президентом Маршаллових Островів (13 січня 2020-3 січня 2024). Він син першого президента Маршаллових Островів Амати Кабуа та його дружини Емлен Кабуа. У 2012 та 2013 роках був міністром охорони здоров'я, у 2014 році призначений міністром внутрішніх справ.
6 січня 2020 року Кабуа був обраний президентом Маршаллових Островів Законодавчими Зборами 20 голосами за одного, що утримався. Він змінив Гільду Гайн, що висувалась на другий термін, але програла вибори. Кабуа сказав, що бореться зі зміною клімату, веде переговори зі США про розширення угоди про фінансування, термін дії якої спливає у 2023 році, а також займається питаннями навколо острова Руніт.